# 50e division d'infanterie (France)
Pour les articles homonymes, voir 50e division.
La 50e division d’infanterie est une division d’infanterie de l’armée de terre française qui a participé à la Première Guerre mondiale.

## Première Guerre mondiale

### Historique

#### 1918
Le 9 avril Elle participe à la Bataille de la Lys (1918) et se bat à Estaires.